# Ivan Martinka
Ivan Martinka (* 4. dubna 1972, Bratislava) je slovenský loutkoherec, herec a autor.

## Biografie
V roce 1995 dokončil studium loutkoherectví na Vysoké škole múzických umění v Bratislavě. Dvě sezony byl členem Bratislavského loutkového divadla a účinkoval také v Paříži a v Německu (v kolínském divadle pantomimy Milana Sládka).

### Spolupráce s rozhlasem a televizí
Se Slovenským rozhlasem a Slovenskou televizí spolupracoval na pořadech určených zejména dětem a mládeži, jako například "Detská rozhlasová škôlka – Radinko" nebo "Gombík" (1999–2007) - zábavný encyklopedický pořad pro školáky, pro který i vytvářel loutky a hrál s nimi.

### Divadelní inscenace
V Divadle Andreje Bagara hostoval v muzikálu "Grék Zorba" (2001) a hrál titulní postavu v muzikálu "Adam Šangala" (2003); oba muzikály režíroval Jozef Bednárik. V divadle Aréna účinkoval v inscenaci "Oscar a dáma v ružovom". V roce 2005 s hudebním skladatelem Andrejem Kalinkem realizoval oratorium "Noc svetla a deň tmy" k příležitosti otevření zrekonstruované šuranské synagogy. V roce 2009 debutoval ve Starém divadle Karola Spišáka v Nitre jako režisér s inscenací "Palculienka" (na motivy povídky H. Ch. Andersena). Se Slovenským národním divadlem spolupracoval na inscenacích "Faust I, II" (2010), "Oresteia" (2012) či "Mojmír II." (2015) a účinkuje zde v dětské opeře "Kominárik" (2010) a v opeře "Barbiér zo Sevilly" (2013). V Bábkovém divadle Žilina realizoval rozsáhlejší Projekt Gilgameš, pod názvem "Epos" (2011), společně s Andrejem Kalinkem.

## Filmografie
- Krajinka (2000)
- Záchranáři (TV seriál, 2003)
- Sluneční stát (2005)
- Nebe, peklo… zem (2009)
- Jánošík - Pravdivá historie (2009)
- Tři bratři (2014) - podílel se na technickém řešení postavy vlka[6]
- Kouzelník Žito (2018)